# R R C Walker Racing Team
R R C Walker Racing Team, även benämnt Rob Walker Racing Team, var ett brittiskt privat formel 1-stall som startades 1953 av Rob Walker, en arvtagare till whiskyfabrikanten Johnnie Walker.
Stallet tävlade under 1950- och 1960-talet och var det mest framgångsrika privata stallet i formel 1-historien. R R C Walker är det enda stallet som vunnit ett formel 1-grand prix utan att ha byggt några egna bilar.

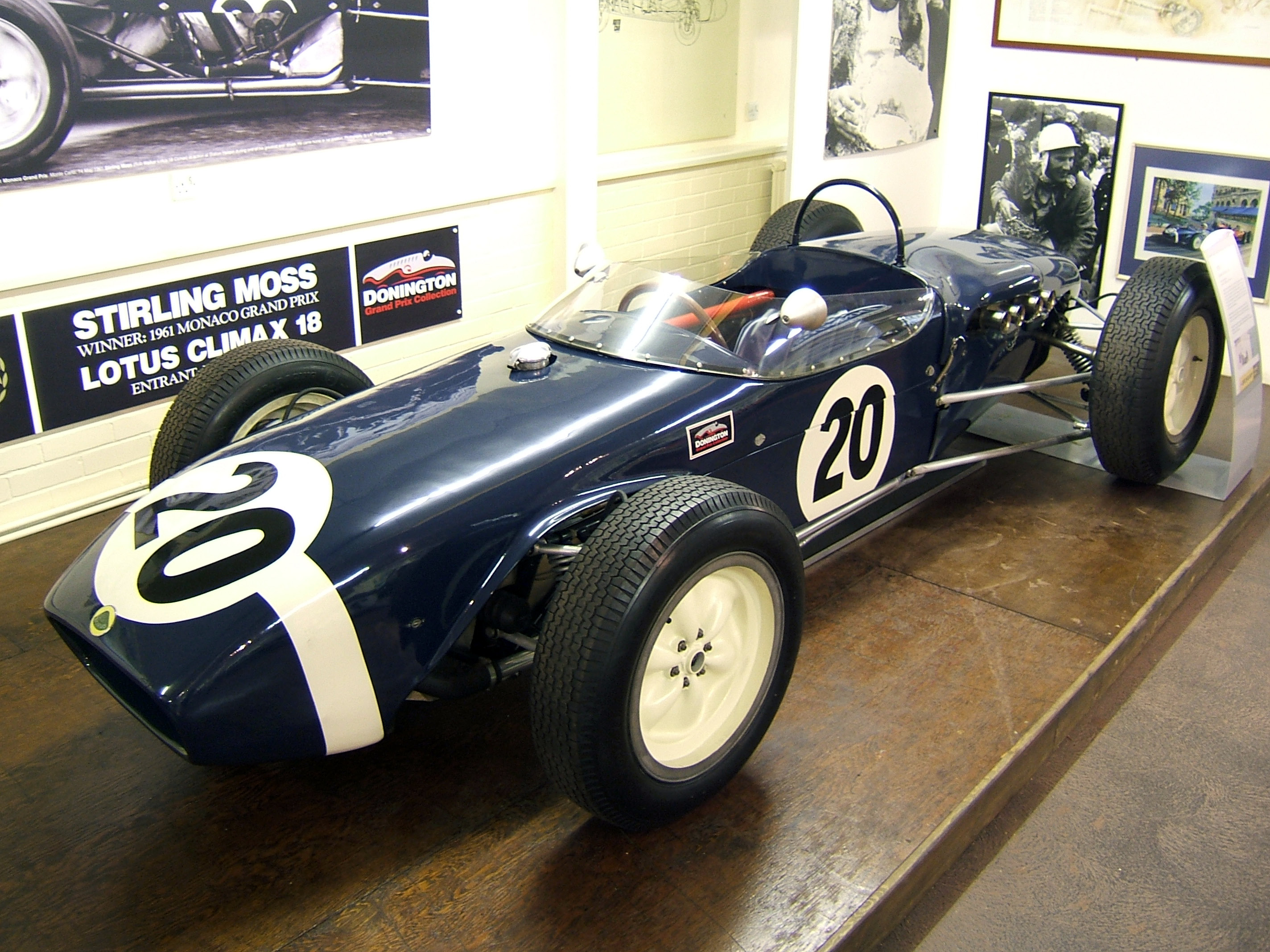
R R C Walkers Lotus 18 med vilken Stirling Moss vann i.

## F1-säsonger
| Säsong | Tävlingsnamn                      | Bil                           | Motor                                     | Däck | Poäng | VM-plac. | Förare 1                  | Förare 2                                      | Övriga förare |
| ------ | --------------------------------- | ----------------------------- | ----------------------------------------- | ---- | ----- | -------- | ------------------------- | --------------------------------------------- | ------------- |
| 1953   | R.R.C. Walker Racing Team         | Connaught A                   | Lea-Francis 2.0 L4                        | -    | 0     | -        | Tony Rolt                 |                                               |               |
| 1954   | R.R.C. Walker Racing Team         | Connaught A                   | Lea-Francis 2.0 L4                        | -    | 0     | -        | John Riseley-Prichard     |                                               |               |
| 1955   | R.R.C. Walker Racing Team         | Connaught A                   | Alta 1.5                                  | -    | 0     | -        | Tony Rolt Peter Walker    |                                               |               |
| 1957   | R.R.C. Walker Racing Team         | Cooper T43                    | Climax 2.0 L4 Climax 1.5 L4               | -    | 0     | -        | Jack Brabham              |                                               |               |
| 1958   | R.R.C. Walker Racing Team         | Cooper T43 Cooper T45         | Climax 2.0 L4 Climax 2.2 L4 Climax 1.5 L4 | -    | 16    | (3:a)    | Maurice Trintignant       | Ron Flockhart Wolfgang Seidel François Picard | Stirling Moss |
| 1959   | R.R.C. Walker Racing Team         | Cooper T51                    | Climax 2.5 L4                             | D    | 19    | (1:a)    | Maurice Trintignant       | Stirling Moss                                 |               |
| 1960   | R.R.C. Walker Racing Team         | Cooper T51                    | Climax 2.5 L4                             | D    | 0     | (1:a)    | Stirling Moss             | Maurice Trintignant                           |               |
| 1960   | R.R.C. Walker Racing Team         | Lotus 18                      | Climax 2.5 L4                             | D    | 16    | (2:a)    | Stirling Moss             |                                               |               |
| 1961   | R.R.C. Walker Racing Team         | Lotus 18 Lotus 18/21 Lotus 21 | Climax 1.5 L4                             | D    | 16    | (2:a)    | Stirling Moss             |                                               |               |
| 1961   | R.R.C. Walker Racing Team         | Ferguson P99                  | Climax 1.5 L4                             | D    | 0     | -        | Jack Fairman              |                                               |               |
| 1962   | R.R.C. Walker Racing Team         | Lotus 24                      | Climax 1.5 V8                             | D    | 0     | (2:a)    | Maurice Trintignant       |                                               |               |
| 1963   | R.R.C. Walker Racing Team         | Cooper T80                    | Climax 1.5 V8                             | D    | 3     | (5:a)    | Joakim Bonnier            |                                               |               |
| 1964   | R.R.C. Walker Racing Team         | Cooper T66                    | Climax 1.5 V8                             | D    | 2     | (5:a)    | Joakim Bonnier            | Edgar Barth                                   |               |
| 1964   | R.R.C. Walker Racing Team         | Brabham BT7                   | Climax 1.5 V8                             | D    | 0     | (4:a)    | Joakim Bonnier            |                                               |               |
| 1964   | R.R.C. Walker Racing Team         | Brabham BT11                  | BRM 1.5 V8                                | D    | 4     | (6:a)    | Joakim Bonnier Jo Siffert | Jochen Rindt Hap Sharp                        | Giacomo Russo |
| 1965   | R.R.C. Walker Racing Team         | Brabham BT7                   | Climax 1.5 V8                             | -    | 0     | (3:a)    | Joakim Bonnier            |                                               |               |
| 1965   | R.R.C. Walker Racing Team         | Brabham BT11                  | BRM 1.5 V8                                | -    | 5     | (7:a)    |                           | Jo Siffert                                    |               |
| 1966   | R.R.C. Walker Racing Team         | Brabham BT11                  | BRM 1.9 V8                                | -    | 0     | (12:a)   | Jo Siffert                |                                               |               |
| 1966   | R.R.C. Walker Racing Team         | Cooper T81                    | Maserati 3.0 V12                          | -    | 0     | (3:a)    | Jo Siffert                |                                               |               |
| 1967   | Rob Walker/Jack Durlacher Racing  | Cooper T81                    | Maserati 3.0 V12                          | -    | 6     | (3:a)    | Jo Siffert                |                                               |               |
| 1968   | Rob Walker/Jack Durlacher Racing  | Cooper T81                    | Maserati 3.0 V12                          | -    | 0     | -        | Jo Siffert                |                                               |               |
| 1968   | Rob Walker/Jack Durlacher Racing  | Lotus 49 B                    | Ford Cosworth DFV 3.0 V8                  | F    | 9     | (1:a)    | Jo Siffert                |                                               |               |
| 1969   | Rob Walker/Jack Durlacher Racing  | Lotus 49B                     | Ford Cosworth DFV 3.0 V8                  | F    | 6     | (3:a)    | Jo Siffert                |                                               |               |
| 1970   | R.R.C. Walker Racing Team         | Lotus 49C                     | Ford Cosworth DFV 3.0 V8                  | F    | 3     | (1:a)    | Graham Hill               | Brian Redman                                  |               |
| 1970   | Brooke Bond Oxo Racing/Rob Walker | Lotus 49C Lotus 72C           | Ford Cosworth DFV 3.0 V8                  | F    | 3     | (1:a)    | Graham Hill               |                                               |               |

| 1. Argentina 1958 2. Monaco 1958 3. Portugal 1959 4. Italien 1959 5. Monaco 1960 6. USA 1960 7. Monaco 1961 8. Tyskland 1961 9. Storbritannien 1968 |

| 1. Monaco 1959 2. Portugal 1959 3. Italien 1959 4. USA 1959 5. Argentina 1960 6. Monaco 1960 7. Nederländerna 1960 8. USA 1960 9. Monaco 1961 10. Mexiko 1968 |

| 1. Nederländerna 1959 2. Portugal 1959 3. USA 1959 4. Argentina 1960 5. Nederländerna 1960 6. Monaco 1961 7. Storbritannien 1968 8. Kanada 1968 9. Mexiko 1968 |